# Guillermo fitz Giroie
Guillermo fitz Giroie (m. Gaeta, 1057) fue un noble normando, señor de Échauffour y Montreuil-l'Argillé. Miembro de la familia de Giroie, una poderosa dinastía en Normandía y Apulia. Era hijo de Giroie de Échauffour que dio nombre a la familia de Giroie.
A la muerte de su padre en 1033 las principales propiedades se repartieron entre su hermano mayor y heredero Arnaud [Arnold] de Montreuil, y Guillermo que gobernó sobre tierras adquiridas con posterioridad. Cuando Arnold murió de una caída accidental en 1041, Guillermo fue su heredero y, salvo las propiedades más pequeñas que pasaron a manos de sus dos hermanos menores, heredó la mayoría de las tierras de su padre. A partir de ese momento, Guillermo fue el patriarca de la familia y, según Orderico Vital, gobernó bien a su familia. Desde entonces encabezó una poderosa familia formada por sus hermanos, hijos y numerosos sobrinos, todos ellos considerados formidables guerreros. Guillermo fue uno de los fundadores del monasterio de Saint-Evroul.
Al ampliar la riqueza y las posesiones de su familia, Guillermo se había convertido en vasallo de Guillermo II Talvas, Geoffroy [Godofredo] de Mayenne y los duques de Normandía. En 1044, cuando Guillermo Fitz Giroie estaba defendiendo el castillo de Montaigu para Godofredo de Mayenne contra Guillermo Talvas, incapaz de someter a los defensores del castillo, Guillermo Talvas capturó a Godofredo de Mayenne y lo mantuvo prisionero hasta que Guillermo Fitz Giroie destruyó su castillo de Montaigu.
Guillermo fitz Giroie arrasó inmediatamente su propio castillo para liberar a su señor y, a cambio, Godofredo de Mayenne le construyó a Fitz Giroie un nuevo castillo en Saint-Cenery en el río Sarthe. Si bien esto fue una victoria para Guillermo Talvas, también parece haberle causado un gran resentimiento contra Guillermo Fitz Giroie.
Con motivo de su segunda boda, Guillermo Talvas invitó a Fitz Giroie a asistir a los esponsales. Sin sospechar nada, Fitz Giroie, fue capturado por los hombres de Talvas y encarcelado, y luego horriblemente mutilado y cegado antes de ser liberado. Guillermo Giroie sobrevivió a su tortura y mutilación y se retiró a la Abadía de Bec para vivir el resto de su vida como monje. Para vengar esta atrocidad, los hijos y parientes de Guillermo fitz Giroie saquearon y devastaron las tierras de Guillermo Talvas, quien no los enfrentó en el campo de batalla. Finalmente, el hijo de Talvas, Arnulfo, se rebeló y exilió a su padre, vilipendiado por todos.

## Apulia
Hizo dos peregrinaciones a Jerusalén, la segunda de las cuales fue después de haber quedado ciego. Su hijo, Guillermo de Montreuil, acababa de destacarse en su misión para el Papa Alejandro II como comandante de sus fuerzas papales en Campania y tenía tesoros que quería donar a la abadía de Saint Evroul en Normandía. Les envió un mensaje para que enviaran un mensajero de confianza para traer sus regalos para ese monasterio. Cuando Guillermo, ahora monje en Bec, se enteró de la solicitud, se ofreció voluntario para ir a Apulia para reunirse con su hijo y traer los regalos para Saint Evroul. El abad Teodorico aceptó a regañadientes permitir que su amigo, ahora anciano y ciego, fuera en esta misión acompañado por otro monje, Hunfredo, Roger de Jumegiès y doce asistentes. Cruzaron los Alpes hasta Roma, luego a Apulia, donde se reunió con su hijo y varios de sus sobrinos, familiares y amigos. Con la intención de quedarse por algún tiempo, envió a Hunfredo a regresar con una gran suma de dinero. Hunfredo llegó a Roma, pero fue envenenado y le robaron el oro que llevaba; murió allí el 13 de diciembre de 1056. Al enterarse de esto, Guillermo apresuró su partida con otra gran suma de oro destinada a Saint Evroul, pero no llegó más allá de Gaeta cuando enfermó de muerte. Llamó a dos caballeros que los acompañaban, Ansquetil du Noyer y Théodelin de Tanie, y les encomendó que llevaran el oro a Saint Evroul por él. Guillermo murió poco después, el 5 de febrero de 1057, y fue enterrado allí en la iglesia de Saint Erasmus.

## Herencia
Guillermo se casó dos veces.
Primer matrimonio con Hiltrude, hija de Fulbert de Beine. Fruto de esa relación nació un hijo, Arnold [Arnaud] de Échauffour (m. 1064), esposado con Emma de la Haya (c. 1090), hija de Turstin Haldup.
El segundo matrimonio con Emma de Tannée, hija de Vauquelin de Tannée. Fruto de esa relación nació Guillermo de Montreuil, quien en su adultez ya establecido en Apulia, se le apodó el Buen Normando.